# 크리스토퍼 라이델
크리스토퍼 라이델(Christopher Rydell, 1963년 11월 16일 ~ )은 미국의 배우이다.

## 영화
- 퀸 오브 더 로트 (2010년)
- 라스트 굿바이 (2004년) - 롤랜드 릴랙 역
- 스틸링 캔디 (2002년)
- 어 맨 이즈 모스틀리 워터 (2000년)
- 악몽 (1993년)
- 헤드헌터 (1993년)
- 미녀 연쇄 살인 (1992년)
- 용사들을 위하여 (1991년) - 대니 레너드 역
- 더 베스트 (1991년)
- 청춘 보고서 (1990, Side Out)
- 상아탑 정복 작전 (1989년)
- 모의 법정 (1989년)
- 혈과 사 (1989년)
- 갓챠 (1985, Gotcha!)
- 황금 연못 (1981년)
- 신데렐라 리버티 (1973년)